# Hoya radicalis
Hoya radicalis är en oleanderväxtart som beskrevs av Ying Tsiang och P. T. Li. Hoya radicalis ingår i släktet Hoya och familjen oleanderväxter. Inga underarter finns listade i Catalogue of Life.